# Estadi Ciutat de Gyumri
L'Estadi Ciutat de Gyumri (en armeni Գյումրու Քաղաքային Մարզադաշտ) és un estadi de la ciutat de Gyumri, Armènia.

## Història
Va ser inaugurat l'any 1924, essent el primer estadi d'Armènia. Fou remodelat els anys 1999 i 2012. Fou la seu de la final de la copa armènia de futbol de la temporada 2011-12 en la qual el Shirak F.C. derrotà l'Impuls FC.
És la seu del Shirak F.C.. Té una capacitat de 2.761 espectadors.

## Galeria

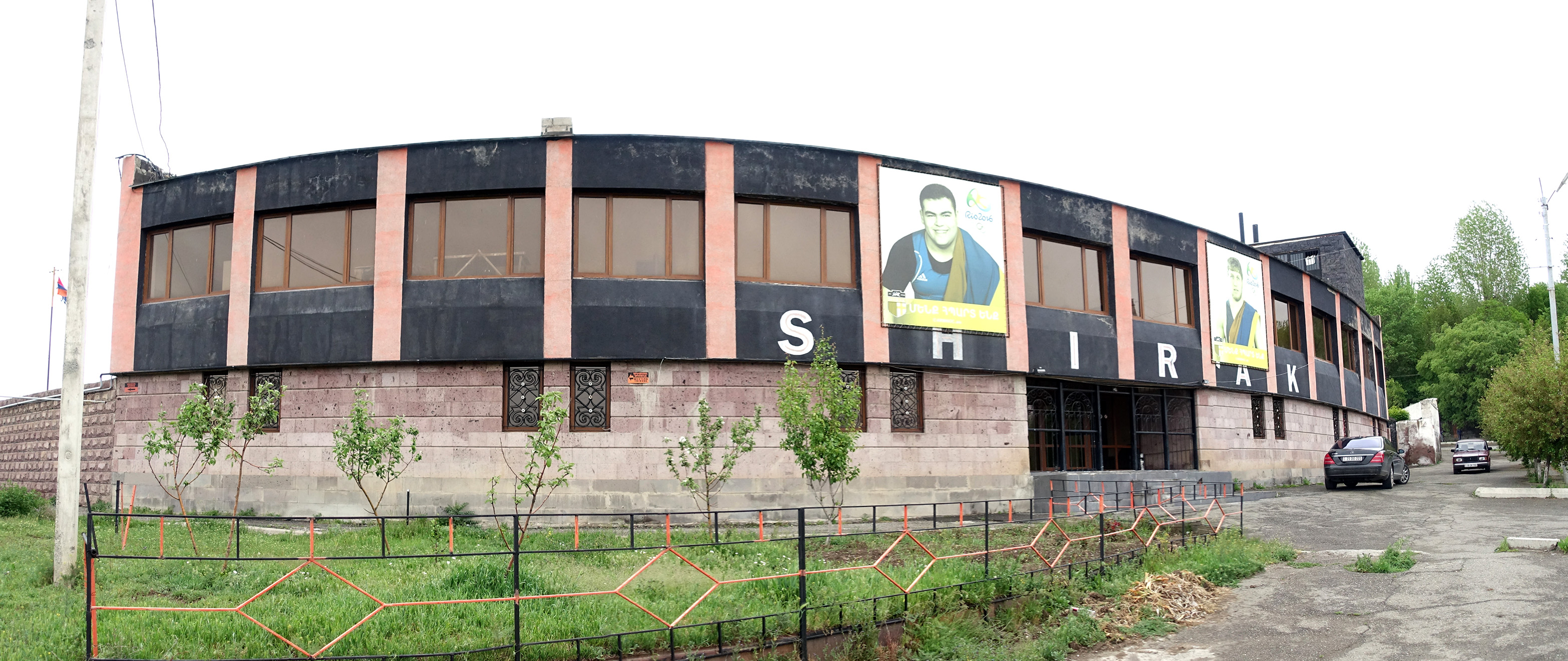
Vista externa
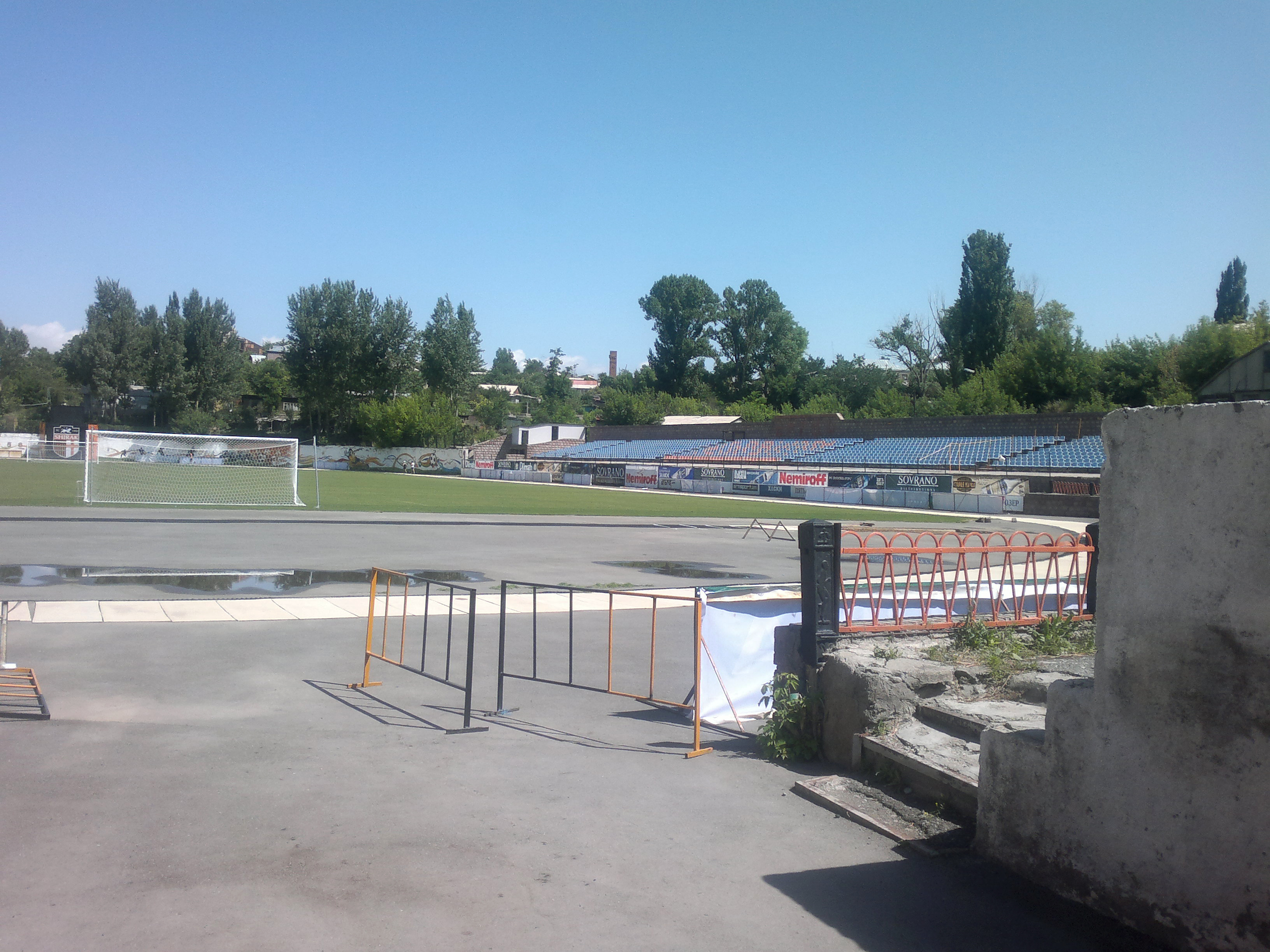
Interior de l'estadi